# 에드 크레인

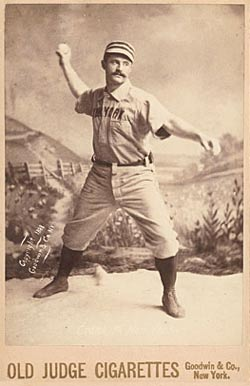

에드 크레인(Ed Crane, 본명: 에드워드 니콜라스 크레인, Edward Nicholas Crane, 1862년 5월 27일 - 1896년 9월 20일)은 8시즌 동안 메이저 리그 야구에서 활약한 미국의 오른손잡이 투수이자 외야수였다. 별명은 캐논볼(Cannonball)이다. 버펄로 바이슨스, 신시내티 레즈 등에서 뛰었다. 크레인은 단일 이닝에 4개의 삼진을 기록한 메이저 리그 야구 역사상 최초의 투수(뉴욕 자이언츠, 1888)였다.
보스턴에서 태어난 캐논볼 크레인은 비범한 힘을 가진 사람이었다. 전성기에 그는 "체력과 비율 면에서 거인"으로 묘사되었다. 그는 그의 시대에 게임을 했던 그 누구보다 야구공을 135야드 더 멀리 던질 수 있었다고 한다. 선수 경력이 끝난 후, 공식적으로 우발적인 과다 복용으로 선언된 것으로 사망했지만 다른 사람들에 의해 자살로 보고되었다.